# موسيقى عسكرية

الموسيقى العسكرية أو الموسيقى الحربية هي نوع محدد من الموسيقى المعدة للاستخدام في الأماكن العسكرية، يؤديها جنود محترفون يُطلق عليهم اسم الموسيقيون الميدانيون. أُلّف الكثير من الموسيقى العسكرية للإعلان عن الأحداث العسكرية كما هو الحال مع نداءات البوق والاستعراضات الموسيقية العسكرية، أو لمرافقة تجمعات المسيرة على إيقاعات الطبول، أو لتمييز المناسبات الخاصة كما هو الحال مع الفرق العسكرية. على أي حال، استُخدمت الموسيقى في المعارك لعدة قرون لتخويف العدو في بعض الأحيان، ولتشجيع المقاتلين في أوقات أخرى، أو للمساعدة في تنظيم إجراءات الحرب وتوقيتها. استُخدمت مجموعة متنوعة من الآلات الإيقاعية والموسيقية، اعتمادًا على الثقافة، مثل الطبلة، والناي، والنفير، والبوق أو غيره من القرون، والقربة، والمثلث، والصنج، بالإضافة إلى الفرق العسكرية الكبيرة أو الأوركسترا الكاملة. على الرغم من تأليف بعض الموسيقى العسكرية في شكل مكتوب، طُوّرت موسيقى أخرى ودُرست سماعيًا، مثل: نداءات البوق أو إيقاعات الطبلة، اعتمادًا على ذاكرة المجموعة لتنسيق الأصوات.

## الأنواع

### موسيقى المارش
بدأت استعارة فكرة موسيقى المارش من الإمبراطورية العثمانية في القرن السادس عشر. اقتنع العثمانيون بضرورة إدخال الفرق العسكرية للمرة الأولى في القرن الثالث عشر، والتي تُسمى المهترخانه أو الفرق الانكشارية. تتميز الموسيقى بصوت حاد أحيانًا يجمع بين صوت الطبول الكبيرة، والأبواق، والأجراس، والمثلث، والصنج والعديد من الآلات التقليدية الأخرى. تُمارس الأصوات المرتبطة بالمهترخانه تأثيرًا على الموسيقى الكلاسيكية الأوروبية، إذ كتب مؤلفون مثل جوزيف هايدن، وولفغانغ أماديوس موزارت، ولودفيغ فان بيتهوفن، مقطوعات مستوحاة من الموسيقى العثمانية أو مصممة لمحاكاتها.

## الآلات
تاريخيًا، استُخدمت الأبواق، والطبول، والصنجات، ومزامير القربة، وغيرها من الآلات الموسيقية الصاخبة، من أجل التواصل الواضح في أجواء الضوضاء والارتباك في ساحة المعركة. تُحمل الآلات بسهولة في أثناء تحرك العازف، أي المسير. تشمل الإضافات الحديثة الإكسيليفون المستقيم والعديد من الآلات النحاسية بما في ذلك المترددة والسوسافون، والتي تستخدمها الفرق العسكرية غالبًا.

### الطبلة
استخدمت القوات الصينية طبول التايغو لتحفيز القوات، والمساعدة في تحديد سرعة المسيرة، وإصدار الأوامر أو الإعلانات. على سبيل المثال، استُخدم تأثير الطبلة في رفع معنويات الجندي لتغيير نتيجة معركة كبرى في أثناء الحرب بين كي وليو عام 684 قبل الميلاد. ظهرت أول دفية في الفرق العسكرية العثمانية المعروفة باسم الفرق الانكشارية في أواخر القرن الرابع عشر. بدأت الفرق الانكشارية بالتأثير على موسيقيي البلاط الأوروبيين بأدوات إيقاعية جديدة، مثل الدفية المعروفة في الأصل باسم الكوس والصنج والخشخيشة، خلال القرنين الخامس عشر والسادس عشر. استخدم فيلق الناي والطبول للجنود المشاة المرتزقة السويسريين الطبول أيضًا. استخدموا نسخة مبكرة من الطبول الجانبية المحمولة على الكتف الأيمن للعازف، معلقة بحزام (يُقرع عليها عادة بيد واحدة باستخدام قبضة اليد التقليدية). على نحو مماثل، خلال الحرب الأهلية الإنجليزية، حمل الضباط الصغار الطبول المشدودة بالحبال وسيلةً لنقل أوامر كبار الضباط في ضجيج المعركة. عُلقت الطبول أيضًا على كتف الطبال الذي كان يقرع عليها عادةً بالعصي. كان للأفواج والشركات المختلفة دقات طبول فريدة لا يميزها أحد سواهم.

### البوق
استُخدمت الأبواق الأولى التي كانت آلات لنقل الإشارة في الأغراض العسكرية أو الدينية، وبقي النفير الحديث آلة تقليدية لنقل الإشارة.
أعطى الضباط في القيادة أوامر صوتية بواسطة البوق لامتلاكه نغمةً حادةً وصوتًا عاليًا، ما يعني إمكانية سماعه في وسط القتال. كان لأبواق سلاح الفرسان جرس مختلف، حتى لا تقع أخطاء في نداءاتهم وتختلط بالأصوات الأخرى المخصصة للمشاة.